# Tagebuch der Anne Frank

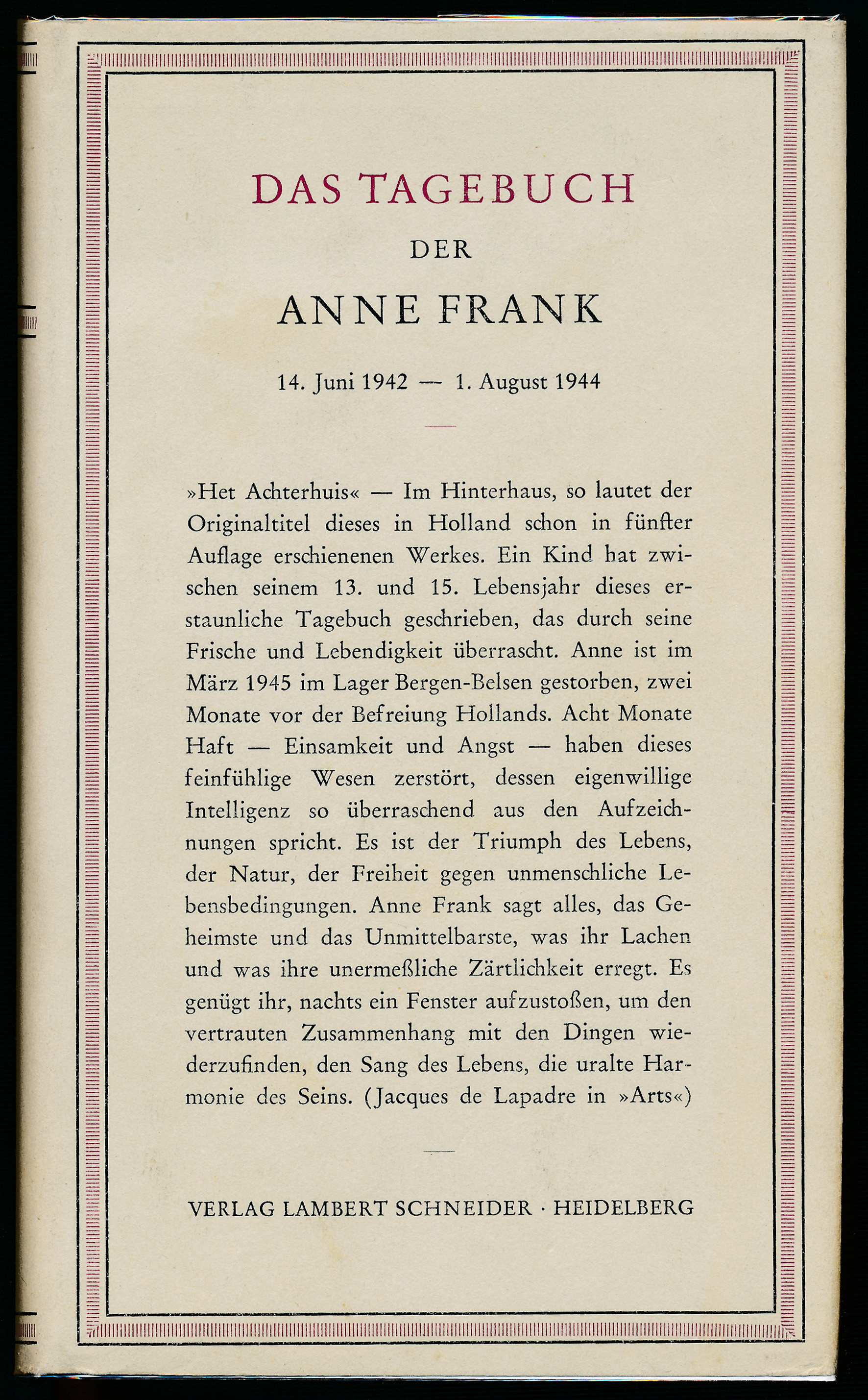
Dt. Erstausgabe, Lambert Schneider, Heidelberg

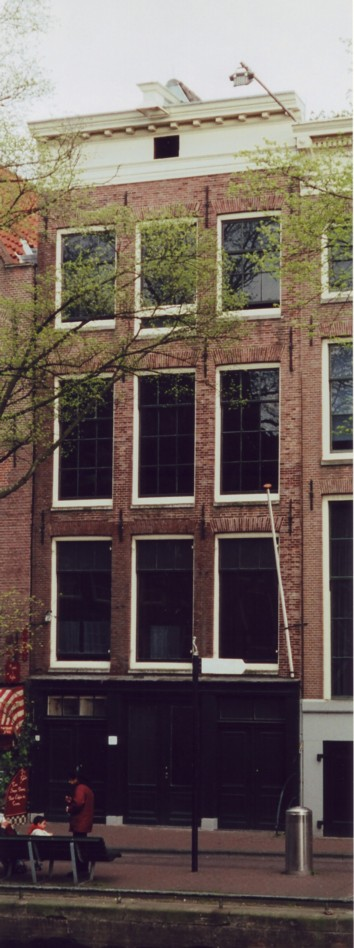
Haus Prinsengracht Nr. 263 in Amsterdam: Im Hinterhaus schrieb Anne Frank ihr Tagebuch.

Das Tagebuch der Anne Frank (niederländischer Originaltitel: Het Achterhuis ‚Das Hinterhaus‘) ist ein Werk der Weltliteratur. Anne Frank führte das Tagebuch vom 12. Juni 1942 bis zum 1. August 1944, anfänglich in der Wohnung am Merwedeplein, den größten Teil aber im Hinterhaus des Gebäudes Prinsengracht 263 (heutiges Anne-Frank-Haus) in Amsterdam. Dort versteckte sie sich zwei Jahre lang mit Familienangehörigen und Bekannten vor den Nationalsozialisten, um der Deportation und Ermordung zu entgehen.
Nach der Verhaftung der Familie Frank nahm deren Helferin Miep Gies das Tagebuch an sich und bewahrte es so vor dem Zugriff der Gestapo. Das Tagebuch übergab sie nach dem Krieg an Annes Vater Otto Frank, der als einziger seiner Familie den Krieg und Holocaust überlebt hatte. Dieser veröffentlichte die Aufzeichnungen, die schon in den 1950ern zum meistverkauften Taschenbuch und meistaufgeführten Bühnenstück in der Bundesrepublik Deutschland wurden. Sie wurden in über 70 Sprachen übersetzt und machten die Autorin zu einem der bekanntesten Opfer des Holocausts. 2009 wurde das Tagebuch von der UNESCO in das Weltdokumentenerbe aufgenommen. Es wurde mehrfach verfilmt.

## Form und Inhalt
Zu ihrem 13. Geburtstag erhielt Anne Frank am 12. Juni 1942 ein kleines Notizbuch, das sie ihrem Vater einige Tage zuvor in einem Schaufenster gezeigt hatte. Obwohl das in rotweißen Stoff eingebundene und mit einem kleinen Schloss an der Vorderseite versehene Buch eigentlich als Poesiealbum gedacht war, nutzte Anne es als Tagebuch. Nach einer kurzen Einleitung am 12. Juni begann sie zwei Tage nach ihrem Geburtstag mit den ersten Einträgen, in denen sie sich selbst, ihre Familie und Freunde, ihren Schulalltag und bevorzugte Plätze in der Nachbarschaft beschrieb. Neben diesen Bemerkungen über ihr privates Leben äußerte sie sich – mehr oder weniger nebenbei – auch zu den Veränderungen, die den in die Niederlande geflohenen deutschen Juden das Leben zunehmend erschwerten. Sie schrieb über den Judenstern, den Juden in der Öffentlichkeit tragen mussten, und andere Beschränkungen, denen sie während der deutschen Besetzung unterworfen waren.
Besondere Bedeutung erlangte das Tagebuch ab dem 6. Juli 1942, an dem sich die Familie Frank in das Hinterhaus in der Prinsengracht 263 zurückzog, wo Otto Frank zuvor die niederländische Niederlassung der Firma Opekta leitete. Je länger der Aufenthalt im Versteck dauerte, desto angespannter wurde die Situation. Die Langeweile des Alltags und die Einschränkungen verursachten immer intensivere Konflikte untereinander. Da Anne nun keinen Kontakt zu ihren eigentlichen Freunden haben durfte, entwickelte sich das Tagebuch als Medium, dem sie alles anvertrauen konnte, zu ihrer wichtigsten Begleitung in der schweren Zeit.
Ab Ende September schrieb sie ihre Einträge in Briefform. Sie adressierte ihre Gedanken an verschiedene Mädchennamen (Kitty, Conny, Emmy, Pop und Marianne), die sie aus dem beliebten Fortsetzungsroman Joop ter Heul von Cissy van Marxveldt kannte. Die Heldin dieser Geschichten, die eigenwillige Joop, verfasst auch ein Tagebuch und erzählt ihren Freundinnen von ihren Sorgen und Liebesbeziehungen.
Zunächst schrieb Anne über diverse Erlebnisse in ihrem ungewöhnlichen Alltag – die Enge des Verstecks, schöne Überraschungen wie beim Chanukka-Fest und die Konflikte mit den Mitbewohnern, vor allem mit Fritz Pfeffer und ihrer Mutter. Sie fühlte sich oft missverstanden, wenn die anderen sie als vorlaut und unbescheiden kritisierten. In der überarbeiteten Einleitung brachte sie ihren Wunsch nach einem wahren Freund zum Ausdruck, einer Person, der sie ihre intimsten Gedanken und Gefühle anvertrauen könnte. Sie stellte fest, dass sie mehrere „Freunde“ und ebenso viele Verehrer habe, aber (nach ihrer eigenen Definition) keinen echten Freund. Jacqueline van Maarsen konnte diesen Anspruch nur teilweise erfüllen. Helmut Silberberg hätte vielleicht solch ein Freund werden können, auch wenn sie eine Liebesbeziehung zu ihm leugnete. So blieb ihr Tagebuch der engste Vertraute. In den Einträgen kann man nachvollziehen, wie Anne ihre eigene Sexualität entdeckt und aufkeimende Gefühle der Liebe zu Peter van Pels beschreibt; der zuvor kritisierte Mitbewohner enttäuschte sie jedoch. Während der 25 Monate im Versteck vertraute sie dem Tagebuch alle Ängste und Hoffnungen an. So wird deutlich, wie das Mädchen, das sich manchmal in seinen Träumen verlor, zu innerer Festigkeit heranreifte.
Anne zeigte schon früh ein ausgeprägtes Interesse am Lesen und Schreiben, das ihr Vater förderte. Während des Aufenthalts im Hinterhaus las sie zahlreiche Bücher, wodurch sie ihre literarischen Kenntnisse und ihre schriftstellerischen Fertigkeiten stetig verbesserte. Mit der Zeit wurden ihre Tagebucheinträge komplexer, und sie äußerte sich auch zu abstrakten und schwierigen Themen wie zum Beispiel dem Glauben an Gott. Sie sprach davon, einmal als Schriftstellerin berühmt werden zu wollen. Neben ihrem Tagebuch begann sie, andere literarische Werke zu schreiben, deren Qualität für ihr junges Alter als überdurchschnittlich eingeschätzt wird.
Anne begann ihr Tagebuch als privaten Ausdruck ihrer Gedanken und Gefühle, die keiner lesen durfte, wie sie mehrmals betonte. Am 29. März 1944 änderte sie ihren Plan jedoch. Bei Radio Oranje hörte sie, wie Gerrit Bolkestein, der Minister für Bildung, Kunst und Wissenschaft in der niederländischen Exilregierung, davon sprach, dass er nach dem Kriegsende die Unterdrückung der Niederländer unter deutscher Besatzung öffentlich dokumentieren wollte. Dazu sollte möglichst viel alltägliches Material – Briefe, Tagebücher etc. – beitragen, was später zur Gründung des Instituts für Kriegs-, Holocaust- und Genozidstudien führte. Anne gefiel diese Idee, weshalb sie ihr Tagebuch für eine Veröffentlichung vorbereitete. Im Mai begann sie, ihre Einträge zu überarbeiten. Sie entfernte und veränderte einige Abschnitte, die ihrer Meinung nach uninteressant oder zu intim für die Öffentlichkeit waren. Außerdem adressierte sie nun alle Einträge einheitlich an ihre imaginäre Freundin Kitty, die seit den Einträgen des zweiten Teils, also seit November 1942, ihre Ansprechpartnerin war.
Zur Identität dieser Kitty gab es viele Mutmaßungen. 1986 schrieb der Kritiker Sietse van der Hoek, dass der Name sich auf Kitty Egyedi, eine Freundin der Franks aus Vorkriegszeiten, beziehe. Er könnte seine Informationen aus der 1970 von der Anne Frank Foundation veröffentlichten Schrift A Tribute to Anne Frank haben, in deren Vorwort der damalige Vorsitzende Henri van Praag ein reales Vorbild für diesen Charakter vermutete und dies durch ein Gruppenfoto untermauerte, auf dem Anne mit Sanne Ledermann, Hannah Pick-Goslar und Kitty Egyedi zu sehen war. Anne erwähnte diese reale Kitty jedoch nie in ihren Aufzeichnungen. Der einzige vergleichbare Fall von nicht aufgegebenen Briefen, die Anne an eine wirkliche Freundin schrieb, waren zwei Abschiedsbriefe an Jacqueline van Maarsen vom September 1942.
Um die Anonymität der Beteiligten zu wahren, dachte sich Anne für alle Bewohner des Hinterhauses Pseudonyme aus. So wurde aus der Familie van Pels – Peter van Pels, Auguste van Pels und Hermann van Pels – die Familie van Daan, und Fritz Pfeffer nannte sie – aus Ärger über die Störung ihrer Privatsphäre durch den Zahnarzt – Albert Dussel. Für ihre eigene Familie plante sie die Pseudonyme van Aulis oder Robin, die jedoch später keine Verwendung fanden.

## Veröffentlichungen
Anne Franks letzter Tagebucheintrag stammt vom 1. August 1944, drei Tage vor ihrer Verhaftung. Nachdem der Sicherheitsdienst-Beamte Karl Josef Silberbauer ins Hinterhaus gekommen war, um die verratenen Juden festzunehmen, verstreute er die Blätter mit Annes Aufzeichnungen achtlos auf dem Boden. Miep Gies, die den Versteckten immer geholfen hatte und im Gegensatz zu den Firmen-Mitarbeitern Kugler und Kleiman nicht von den Nationalsozialisten verhaftet wurde, fand die Blätter nach ihrer Rückkehr in die Prinsengracht und verstaute sie in einer Schublade, um sie nach dem Krieg an Anne oder ihre Familie zurückzugeben.
Otto Frank überlebte als einziger der Hinterhausbewohner und kehrte nach Amsterdam zurück. Auf der Rückreise traf Otto Frank Rosa de Winter, die zusammen mit Edith Frank in Auschwitz gefangen war. Sie berichtete Otto Frank vom Tod seiner Frau. In Amsterdam erfuhr er, dass man seine Töchter ins KZ Bergen-Belsen deportiert habe. Er hoffte, dass Anne und Margot überlebt hätten, aber im Juli 1945 bestätigten Janny und Lien Brilleslijper, die zusammen mit Anne und Margot in KZ Bergen-Belsen waren, den Tod der beiden Mädchen. Dann erst übergab Miep Gies ihm das Tagebuch. Otto las es und sagte später, ihm sei nicht bewusst gewesen, dass Anne eine derart akkurate und gut geschriebene Aufzeichnung ihrer gemeinsamen Zeit bewahrt habe. Jahre später fragte man ihn nach seiner ersten Reaktion, worauf er antwortete: „Ich wusste gar nicht, dass meine kleine Anne so tief war.“ Bewegt durch den Wunsch seiner Tochter, Schriftstellerin zu sein, begann er, eine Veröffentlichung zu planen.
Otto Frank benutzte für die erste veröffentlichte Ausgabe Annes ursprüngliches Tagebuch, das man heute als Version A bezeichnet, und ihre auf 215 Einzelblättern überarbeitete Fassung (Version B). Das Manuskript umfasst drei Bände. Der erste Teil reicht vom 12. Juni 1942 bis zum 5. Dezember 1942. Da der zweite Teil jedoch erst über ein Jahr später beginnt und bis zum 17. April 1944 reicht, ist zu vermuten, dass die Aufzeichnungen von Dezember 1942 bis Dezember 1943 verloren gegangen sind. Allerdings wird die fehlende Periode durch die von Anne überarbeitete Version abgedeckt. Die fehlenden Originale könnten bei oder nach der Verhaftung verschwunden sein. Der letzte Teil enthält die Einträge vom 17. April bis zum 1. August 1944.
Otto Frank entfernte einige Passagen, in denen Anne kritisch über ihre Mutter sprach, und Abschnitte, die sich auf die Sexualität seiner Tochter bezogen. Er übernahm die meisten der von Anne erdachten Pseudonyme, stellte aber die Identitäten der eigenen Familie wieder her. Das Material umfasste neben Annes erstem Notizbuch, das sie zum Geburtstag bekommen hatte, weitere Hefte und zahlreiche lose Blätter. Die Tagebucheinträge wiesen anfänglich nicht die chronologische Reihenfolge von Daten auf, der wir in den gedruckten Fassungen begegnen. Heutige Auflagen umfassen auch jene Einträge, die der Vater aus privaten Gründen nicht publizierte.
Nachdem er eine Abschrift an seine Verwandten in der Schweiz geschickt hatte, übergab Otto Frank das Tagebuch an die Historikerin Annie Romein-Verschoor, die erfolglos versuchte, es zu veröffentlichen. Sie reichte es an ihren Ehemann Jan Romein weiter, der einen Bericht darüber für die Zeitung Het Parool verfasste. Dieser erschien am 3. April 1946 unter der Überschrift „Kinderstem“ (Kinderstimme). Darin stellte er fest: „Dieses scheinbar belanglose Tagebuch eines Kindes, dieses in einer Kinderstimme gestotterte de profundis, verkörpert die Grässlichkeit des Faschismus besser als alle Beweise von Nürnberg zusammen.“
Der Bericht weckte das Interesse der Verleger von Contact in Amsterdam, die das auf Niederländisch abgefasste Tagebuch 1947 unter dem Titel Het Achterhuis: Dagboekbrieven van 12 Juni 1942 – 1 Augustus 1944 veröffentlichten und es 1950 erneut auflegten. Dabei wurden gemäß dem Wunsch von Otto Frank einige Passagen über Annes Sexualität wegen zu erwartender Proteste aus konservativen Kreisen gestrichen. Diese Ausgabe bezeichnet man heute als Version C.
Diese dritte Version wurde zu einem Verkaufserfolg und lieferte die Grundlage für zahlreiche Filme, Theateraufführungen usw. Die deutsche Übersetzung erschien 1950 unter dem Titel Das Tagebuch der Anne Frank im Verlag Lambert Schneider und wurde von Barbara Mooyaart-Doubleday ins Englische übersetzt (The Diary of a Young Girl 1952). Da das Tagebuch mit der Verhaftung im Anfang August 1944 abbricht, spielt Annes überlebender Vater in den literarischen Ausarbeitungen späterer Künstler eine Erzählerrolle, obwohl Anne selbst bereits begonnen hatte, ihr Tagebuch für eine spätere Dokumentation etwas umzuschreiben. Einige Veröffentlichungen von Begleitumständen und mit Deutungen stammen von Miep Gies, von anderen Freunden wie Hannah Goslar und Jacqueline van Maarsen oder von Schriftstellern.
1986 veröffentlichte das Niederländische Institut für Kriegsdokumentation (Nederlands Instituut voor Oorlogsdocumentatie, NIOD), dem Otto Frank die Rechte vermacht hatte, eine historisch-kritische Ausgabe des Tagebuchs. Diese präsentiert alle bekannten Versionen, ob ediert oder nicht, im Vergleich. Sie enthält außerdem eine Diskussion über die Authentizität des Werkes und zusätzliche historische Informationen über die Familie und das Tagebuch.
1999 verkündete Cornelis Suijk, ein ehemaliger Direktor des Anne Frank Fonds und Präsident des U.S. Center for Holocaust Education Foundation, dass er im Besitz von fünf Seiten sei, die Otto Frank vor der Veröffentlichung aus dem Tagebuch entfernt habe. Suijk behauptete, dass Otto Frank ihm diese Seiten kurz vor seinem Tod 1980 gegeben habe. Die fehlenden Tagebucheinträge enthielten kritische Bemerkungen von Anne über die Ehe ihrer Eltern und zeigen ihr angespanntes Verhältnis zur Mutter. Als Suijk die Veröffentlichungsrechte für diese fünf Seiten beanspruchte und ankündigte, sie verkaufen zu wollen, um Geld für seine U.S. Foundation zu erwerben, kam es zum Konflikt. Das NIOD verlangte als formeller Eigentümer des Manuskripts die Übergabe der Seiten. Im Jahr 2000 erklärte sich das niederländische Ministerium für Bildung, Kultur und Wissenschaft bereit, 300.000 US-$ an Suijks Stiftung zu spenden, und 2001 wurden die Seiten zurückgegeben. Seitdem erscheinen sie in neueren Ausgaben des Tagebuchs.
Der Schweizerische Anne Frank Fonds in Basel verkündete 2015, dass aufgrund der Bearbeitungen und Herausgabe des Tagebuches durch Otto Frank dieser eine Mitautorenschaft habe und somit das Urheberrecht nicht Ende 2015, also 70 Jahre nach Anne Franks Tod, erlösche. Dieser Rechtsauffassung widersprach allerdings Ronald Leopold, Direktor des Anne-Frank-Hauses in Amsterdam: „Otto Frank ist nicht Koautor der Tagebücher seiner Tochter.“ Nach einem Gerichtsurteil gilt nur für die erstmals 1986 veröffentlichten Teile eine Schutzfrist für nachgelassene Werke von 50 Jahren, also bis 2036. Die Amsterdamer Anne-Frank-Stiftung darf mit der Königlichen Niederländischen Akademie der Wissenschaften Teile daraus für eine Studie zu den Manuskripten verwenden. Eine geplante neue Gesamtausgabe wurde jedoch vorerst ausgesetzt. Für die erste kritische deutsche Ausgabe ist eine Gemeinfreiheit nicht abzusehen, da die Übersetzerin Mirjam Pressler erst 2019 gestorben ist. Von Anneliese Schütz, der Übersetzerin der deutschen Erstausgabe, ist kein genaues Todesdatum bekannt.
Anfang 2016 veröffentlichten die französische Abgeordnete Isabelle Attard und der Informationswissenschaftler Olivier Ertzscheid die niederländische Originalfassung frei zugänglich im Internet. Der Anne-Frank-Fonds protestierte dagegen und begründete dies mit seiner oben beschriebenen Rechtsauffassung.
Die Anne Frank Stichting in Amsterdam veröffentlichte 2018 zwei Seiten aus Anne Franks Tagebuch, die diese selbst mit braunem Packpapier überklebt und damit unlesbar gemacht hatte. Mit digitaler Fototechnik gelang es jetzt, diese Seiten sichtbar zu machen, auf denen Anne Frank Witze und eine Passage über Sexualität notiert hatte.

## Politische Wirkung
In ihrer Einleitung zur ersten Ausgabe des Tagebuchs in den USA beschrieb Eleanor Roosevelt es als „einen der weisesten und bewegendsten Kommentare zum Krieg und seinen Auswirkungen auf die Menschen, den ich jemals gelesen habe“. Der sowjetische Autor Ilja Ehrenburg sagte später: „Eine Stimme spricht für sechs Millionen – nicht die Stimme eines Weisen oder eines Poeten, sondern die eines gewöhnlichen kleinen Mädchens.“
Als Anne Franks Ansehen als Schriftstellerin und Humanistin stieg, wurde sie vor allem als Symbol des Holocausts oder allgemeiner als Verfolgte diskutiert. Hillary Clinton las 1994 bei ihrer Laudatio für den Elie Wiesel Huminatarian Award aus dem Tagebuch vor und unterstrich, dass Anne Frank „unsere Augen öffnet für die Torheit der Gleichgültigkeit und den schrecklichen Tribut, den sie von unserer Jugend fordert“, was sie mit aktuellen Ereignissen in Sarajevo, Somalia und Ruanda verband. Nachdem er 1994 eine humanitäre Auszeichnung vom Anne Frank Fonds erhalten hatte, sprach Nelson Mandela zur Bevölkerung in Johannesburg und sagte, er habe das Tagebuch während seines Gefängnisaufenthalts auf Robben Island gelesen und „daraus viel Mut gewonnen“. Er verglich ihren Kampf gegen den Nationalsozialismus mit seinem Kampf gegen die Apartheid und zeigte sich überzeugt, dass Unrechtssysteme durch Menschen wie Anne Frank langfristig zum Scheitern verurteilt seien: „Weil diese Ansichten offenkundig falsch sind und weil sie von Leuten wie Anne Frank herausgefordert wurden und immer werden, müssen sie zwangsläufig scheitern.“

## Literarische Einordnung
Das Tagebuch wurde auch wegen seiner literarischen Qualität gewürdigt. Bezüglich Anne Franks Schreibstil äußerte der Schriftsteller Meyer Levin, der mit Otto Frank kurz nach der Veröffentlichung an einer dramaturgischen Umsetzung des Tagebuchs arbeitete, dass das Tagebuch „die Spannung eines gut konstruierten Romans erhält“. Der Dichter John Berryman schrieb, es sei eine einzigartige Beschreibung „des mysteriösen, fundamentalen Prozesses, bei dem ein Kind zum Erwachsenen wird, wie es wirklich passiert“. Anne Franks Biografin Melissa Müller hob hervor, Frank schreibe „in einem präzisen, sicheren, ökonomischen Stil, dessen Ehrlichkeit verblüfft“.
Anne Franks Aufzeichnungen sind größtenteils Charakterstudien. Sie beschreibt jede Person in ihrem Umfeld mit einem scharfsinnigen, kompromisslosen Blick. Sie erscheint gelegentlich grausam und oft vorurteilsbehaftet, etwa bei ihren Beschreibungen von Fritz Pfeffer und ihrer eigenen Mutter, und Müller erklärt, dass sie die „normalen Gemütsschwankungen der Jugend“ in ihrem Schreiben kanalisiere. Ihre Studie ihrer selbst und ihrer Umgebung führt sie über einen langen Zeitraum in einer introspektiven, analytischen und sehr selbstkritischen Art und in Momenten der Frustration spricht sie vom inneren Kampf zwischen der „guten Anne“, die sie sein will, und der „schlechten Anne“, für die sie sich selbst hält. Otto Frank erinnerte sich, wie sein Verleger auf die Frage, warum das Tagebuch von so vielen Menschen gelesen würde, antwortete: „Das Tagebuch umfasst so viele Bereiche des Lebens, dass jeder Leser etwas finden kann, das ihn persönlich bewegt.“

## Widerlegte Fälschungshypothesen
Seit der Veröffentlichung des Tagebuchs entstand eine Tradition, die den Wahrheitsgehalt als Zeitdokument des Holocausts diskreditiert und bestreitet oder die Echtheit des Tagebuchs bezweifelt. Diese Versuche stehen im Zusammenhang des Geschichtsrevisionismus, insbesondere der Holocaustleugnung, und gehen meist von Rechtsextremisten aus.
Seit den 1950er Jahren ist Holocaustleugnung in mehreren europäischen Staaten, darunter in der Bundesrepublik Deutschland, strafbar: zunächst als Beleidigung und Verunglimpfung des Andenkens Verstorbener. 1959 zog Otto Frank in Lübeck erstmals gegen einen Leugner, den Lehrer Lothar Stielau, vor Gericht. Dieser hatte das Tagebuch öffentlich als Fälschung beschrieben. Das Gericht zog Handschriftenexperten zu Rat, die zu dem Ergebnis kamen, dass Anne Frank die Manuskripte selbst verfasst hatte. Stielau widerrief seine frühere Aussage, und Otto Frank verfolgte die Angelegenheit nicht weiter.
1958 sah sich Simon Wiesenthal bei einer Aufführung von The Diary of Anne Frank in Wien einer Gruppe von Demonstranten ausgesetzt, die behaupteten, Anne Frank habe nie existiert, und ihn aufforderten, den Mann zu finden, der sie verhaftet hatte. Wiesenthal fand Karl Josef Silberbauer 1963. Der ehemalige SD-Beamte bekannte sich auf Nachfrage zu seiner Rolle und identifizierte Anne Frank auf einem Foto als eine der verhafteten Personen. Er lieferte einen vollständigen Bericht über die Ereignisse und erinnerte sich daran, eine Tasche voller Papier auf dem Boden des Verstecks ausgeleert zu haben. Seine Aussagen untermauerten die Darstellungen von Zeugen wie Otto Frank.
Seit 1975 behauptete der britische Autor und Holocaustleugner David Irving, das Tagebuch sei nicht echt. Auf zwei seiner Bücher stützte sich Heinz Roth aus Odenhausen, der ein Flugblatt mit dem Titel „Anne Frank’s Tagebuch – eine Fälschung“ massenhaft verbreitete. 1976 zog Otto Frank deshalb gegen ihn vor Gericht. Das Landgericht Frankfurt am Main untersagte Roth, der sich auf die Holocaustleugner Arthur Butz und Robert Faurisson berufen hatte, die weitere Verbreitung seiner Aussagen bei Androhung einer Geldbuße von bis zu 500.000 DM oder Ordnungshaft bis zu sechs Monaten. Eine Berufung gegen das Urteil wurde im Juli 1979 vom Oberlandesgericht Frankfurt am Main zurückgewiesen. Der dort von Roth als Gutachter präsentierte Neonazi Faurisson publizierte seine Fälschungsthesen 1980 als Buch.
Weitere Anklagen wegen Volksverhetzung und Verleumdung des Andenkens Verstorbener von 1976 gegen die Neonazis Ernst Römer, Edgar Geiss, Werner Kuhnt und Erwin Schönborn, bei denen Otto Frank nur als Nebenkläger auftrat, endeten 1979 nach Verurteilungen in den Erstinstanzen mit Freisprüchen wegen des Rechts auf freie Meinungsäußerung. Dieses Urteil und seine Begründung stießen in den Medien auf starke Kritik. Die Urteilsbegründung ließ eine spätere Verurteilung wegen Beleidigung bei einer Privatklage offen.
Nachdem die Fälschungsvorwürfe 1986 forensisch geprüft und widerlegt worden waren, wurde der Prozess gegen Edgar Geiss – Römer war inzwischen verstorben – 1988 wiederaufgenommen. Die Ergebnisse der forensischen Untersuchung wurden als Beweismittel zugelassen. 1990 wurde Geiss zu einer Geldstrafe von 6.000 DM verurteilt. Die Revision wegen Verjährung wurde niedergeschlagen; am 19. März 1993 wurde das Verfahren endgültig abgeschlossen.
1991 gaben Robert Faurisson und Siegfried Verbeke ein Heft mit dem Titel The Diary of Anne Frank: A Critical Approach heraus, das die in Antwerpen ansässige rechtsextremistische Vereinigung Vrij Historisch Onderzoek (Freie historische Forschung) auch in öffentlichen Bibliotheken verbreitete. Sie behaupteten darin, Otto Frank habe das Tagebuch selbst geschrieben, sich im Achterhuis zu verstecken sei unmöglich gewesen, Stil und Handschrift des Tagebuchs seien „zu erwachsen“ für einen Teenager.
Im Dezember 1993 beantragten das Amsterdamer Anne-Frank-Haus und der Basler Anne Frank Fonds, die weitere Verbreitung des denunzierenden Heftes in den Niederlanden zu verbieten. Am 9. Dezember 1998 entschied das Amsterdamer Bezirksgericht im Sinne der Kläger: Es verbot, die Echtheit des Tagebuchs zu leugnen und setzte eine Geldstrafe in Höhe von 25.000 Gulden für jede Zuwiderhandlung fest. Der Amsterdamer Gerichtshof bestätigte am 27. April 2000 in letzter Instanz das Verbreitungsverbot.
Dennoch behaupten Holocaustleugner bis heute in Kampagnen, dass das Tagebuch eine Fälschung sei, oder versuchen es auf andere Weise zu diskreditieren. Der britische Neonazi Simon Sheppard etwa versuchte 1996, das Tagebuch auf der Basis der ins Englische übersetzten kritischen Gesamtausgabe als unglaubwürdige Fiktion darzustellen. Dabei verwies er auf einzelne Stellen, in denen Anne Frank frühere Tagebucheinträge ab Juli 1944 selbst veränderte. Diese fortgesetzten Angriffe veranlassten Teresien da Silva im Namen des Anne-Frank-Hauses 1999 zu der Feststellung: „Für viele Rechtsextremisten erweist sich Anne als Hindernis. Ihr persönliches Zeugnis der Judenverfolgung und ihr Tod im Konzentrationslager verhindern eine Rehabilitation des Nationalsozialismus.“

## Forensische Prüfung
Im Rahmen der Prozesse von 1976 bis 1979 wurde das Bundeskriminalamt (BKA) 1978 beauftragt, das Papier und die für das Manuskript des Tagebuchs verwendete Tinte zu untersuchen. Die Ermittlungen ergaben, dass alle verwendeten Papiersorten und Tintenarten aller für die Tagebücher 1 bis 3 verwendeten Bände und losen Blätter vor 1950 hergestellt worden waren und zwischen 1941 und 1944 verwendet werden konnten. Nur für einige Einzelblätter bemerkte das vierseitige Gutachten: „Die auf den losen Blättern nachträglich angebrachten Korrekturschriften sind […] zum Teil auch mittels schwarzer, grüner und blauer Kugelschreiberfarbpaste niedergeschrieben worden. Kugelschreiberfarbpasten in der vorliegenden Art sind aber erst seit dem Jahre 1951 auf dem Markt erschienen.“
Auch der Kugelschreiber kam erst nach 1945 auf den Markt. Das BKA-Gutachten enthielt keine konkreten Angaben über Fundstellen, Art und Umfang der Kugelschreiberkorrekturen. Ein Journalist des Magazins Der Spiegel schloss 1980 daraus: „Im ‚Tagebuch der Anne Frank’ ist nachträglich redigiert worden. Die Echtheit des Dokuments wurde dadurch weiter in Zweifel gezogen.“ Der Autor sprach nicht wie das BKA von Korrekturen, sondern von „ins Original geschriebenen Einfügungen, die bislang stets als schriftgleich mit dem übrigen Text galten.“ Wann, wo und wozu diese eingefügt worden sein sollten und ob sie überhaupt in die veröffentlichten Ausgaben der Tagebücher aufgenommen worden waren, überprüfte er nicht. Sein Artikel verstärkte die kolportierten Zweifel an der Echtheit des Tagebuchs. 2006 stellte das Bundeskriminalamt schließlich nochmals öffentlich fest, dass die kriminaltechnische Untersuchung von 1980 keinerlei Zweifel an der Echtheit des Tagebuchs begründeten.
Im August 1980 starb Otto Frank. Er hinterließ die Tagebuchmanuskripte den Niederlanden. Das NIOD beauftragte im Blick auf anhaltende Fälschungsvorwürfe das Gerechtelijk Laboratorium (staatliches forensisches Labor) in Rijswijk, die vorliegenden Originaldokumente einer gründlichen dokumententechnischen und schriftvergleichenden Überprüfung zu unterziehen. Das um Hilfe gebetene BKA konnte keine einzige Stelle der Manuskripte für die Kugelschreiberkorrekturen angeben. Das Labor fand selbst nur zwei auch mit Kugelschreiber beschriebene Blätter, die in Anne Franks Manuskript mit losen Blättern eingefügt waren. Es handelte sich um insgesamt 26 Korrekturen von nachweislich derselben Hand, die typografische und grammatische Fehler im Original, meist einzelne Buchstaben oder Worte, berichtigt hatten. Sieben Fälle korrigierten die falsche Satzstellung eines Wortes, weitere falsche Seitenzahlen.
Diese Ergebnisse flossen 1986 in die wissenschaftlich gesicherte Neuausgabe der vollständigen Tagebücher Anne Franks ein. Der Herausgeber H. J. J. Hardy fasste das Untersuchungsergebnis der Schriftvergleichung in einem Bericht für deren Neuauflage von 2003 wie folgt zusammen: „Die einzigen Spuren von Kugelschreiber-Schriften fand man auf zwei losen Blättern zwischen den losen Seiten. Die Grafiken VI-I-I und 3 zeigen, wie diese Blätter in die dazugehörigen Plastikhüllen gesteckt wurden. In Bezug auf den tatsächlichen Inhalt des Tagebuchs haben diese Spuren überhaupt keine Bedeutung. Die Handschrift auf den Blättern weicht deutlich von der im Tagebuch ab.“ Eine dazugehörige Fußnote ergänzt: „Der Hamburger Psychologe und vom Gericht bestellte Experte für Handschriften Hans Ockelmann bemerkte in einem Brief an den Anne Frank Fonds mit Datum vom 27. September 1987, dass seine Mutter, Frau Dorothea Ockelmann, die fraglichen Texte mit Kugelschreiber geschrieben habe, als sie zusammen mit Frau Minna Becker an einer Untersuchung der Tagebücher arbeitete.“

## Aktualität
Das Anne Frank Zentrum ist die deutsche Partnerorganisation des Anne-Frank-Hauses in Amsterdam und zeigt seit 2006 die ständige Ausstellung „Anne Frank. hier & heute“. Im Mittelpunkt der Ausstellung stehen das Tagebuch und die Lebensgeschichte Anne Franks. Über Hörstationen und kurze Porträtfilme kommen auch Berliner Jugendliche zu Wort, die sich mit aktuellen Fragen beschäftigen und eine Verbindung in die Gegenwart herstellen. Darüber hinaus wird eine Bandbreite an verschiedenen Veranstaltungen wie Lesungen, Zeitzeugengespräche, Filmvorführungen sowie Seminare und Podiumsdiskussionen angeboten.
Ende Januar 2007 eröffnete das Anne-Frank-Zentrum eine Ausstellung zum Schicksal jüdischer Menschen in Berlin während der NS-Zeit. Sie steht im Rahmen des Projektes „Rettung von Juden im nationalsozialistischen Deutschland“ am Zentrum für Antisemitismusforschung der TU Berlin. Das Leben von etwa 7.000 Berliner Juden in Verstecken, die Probleme ihrer täglichen heimlichen Versorgung, Umquartierung, medizinischer Behandlung usw. unter ständiger Lebensgefahr wird exemplarisch anhand von fünf Familien dargestellt. Für 5.500 Juden endete dieser Versteckversuch mit Entdecktwerden, Auslieferung, Verrat und Tod; nur etwa 1.500 überlebten mithilfe mutiger nichtjüdischer „Judenretter“. Drei der Überlebenden, Zvi Aviram, Reha Sokolow und Werner Foß, kamen zur Ausstellungseröffnung und berichteten im Beisein des ehemaligen Bundestagspräsidenten Wolfgang Thierse von ihrem Überlebenskampf.
Im Februar 2007 begann eine Wanderausstellung über das Leben und Sterben von Anne Frank im Kulturhaus Treffpunkt Europa in Grimmen. Sie steht unter Polizeischutz, da Neonazis die Vorbereitung im Dezember 2006 zu stören versuchten. Eine Neonaziband veröffentlichte zur Ausstellungseröffnung eine CD mit Liedern, die Anne Frank und das Gedenken an sie verhöhnen sollen. Ein Freundeskreis Avanti um die Neonazis Robert Rupprecht und Nico Bloedorn verteilte die CD an örtlichen Schulen. Der Hamburger Neonazi Christian Worch kündigte im Internet einen „finanziellen Solidarbeitrag“ für die CD-Autoren an. Die Staatsanwaltschaft Stralsund ermittelt gegen sie wegen des Verdachts auf Volksverhetzung.
Am 24. Juni 2006 verbrannten mehrere Männer aus Pretzien und Plötzky (Sachsen-Anhalt) bei der Sonnenwendfeier in Pretzien, die vom inzwischen aufgelösten Heimatbund Ostelbien ausgerichtet worden war, öffentlich ein Exemplar des Tagebuchs. Sieben Männer wurden angeklagt, fünf von ihnen wurden inzwischen wegen Volksverhetzung jeweils zu einer Freiheitsstrafe von neun Monaten mit Strafaussetzung zur Bewährung verurteilt, die übrigen zwei wurden freigesprochen, da ihnen eine Beteiligung nicht nachzuweisen war. Das Gericht begründete die Verurteilung damit, dass die Bücherverbrennung nicht nur Anne Frank, sondern alle Opfer der nationalsozialistischen Konzentrationslager verhöhnt, die NS-Gewaltherrschaft verherrlicht und die Verfolgung europäischer Juden im „Dritten Reich“ geleugnet habe. Der Vorfall erregte bundesweit Empörung, auch über die ermittelnden Polizeibeamten. So hatte erst eine anonyme Anzeige sie nachträglich auf die Sonnenwendfeier aufmerksam gemacht. Sie wussten aber nicht, wer Anne Frank war, und nahmen daher zunächst keine Anzeige wegen Volksverhetzung auf. Auch als am 29. Mai 2024 im 30 km entfernten Aken drei Jugendliche ein Exemplar des Tagebuchs verbrannten, ermittelte die Polizei wegen des Verdachts der Volksverhetzung.
Rund um Tokio wurden 2014 mehrere Bücher über die Shoa und auch japanische Übersetzungen des Tagebuchs in Bibliotheken und Buchhandlungen beschädigt. Der Täter stellte sich bei den Ermittlungen allerdings als unzurechnungsfähig heraus.
Die Lektüre des Tagebuches der Anne Frank in Schulen wurde in der zweiten Amtszeit von Donald Trump als US-Präsident von der Schulaufsichtsbehörde des republikanisch regierten Bundesstaates Florida verboten und die Bibliotheken der Schuldistrikte in Florida wurden im Sommer 2025 unter Androhung von rechtlichen Schritten und Mittelkürzungen gezwungen, dieses und 600 weitere von der Behörde als „pornografisch“ eingeordnete Bücher umgehend aus dem Bestand zu entfernen und zu entsorgen.

## Ausgaben (Auswahl)
- Anne Frank. Het Achterhuis. Dagboekbrieven 14 Juni 1942 bis 1 August 1944. Amsterdam: Contact 1947.
- Das Tagebuch der Anne Frank. Übertragung aus dem Niederländischen von Anneliese Schütz, mit einer Einführung von Marie Baum. Heidelberg: Lambert Schneider 1950 und später.
  - Das Tagebuch der Anne Frank. Frankfurt am Main: S. Fischer 1955 und später. (Lizenzausgabe des Verlages Lambert Schneider, mit einem Vorwort von Albrecht Goes, ohne die Einführung von Marie Baum)
  - Das Tagebuch der Anne Frank. Berlin (DDR): Union 1957. (Lizenzausgabe des Verlages Lambert Schneider, ohne Vorworte u. dgl.)
- Rijksinstituut voor Oorlogsdocumentatie: De Dagboeken van Anne Frank. Staatsuitgeverij, Amsterdam 1986, erste vollständige, textkritische und kommentierte Ausgabe.
  - Rijksinstituut voor Oorlogsdocumentatie: Die Tagebücher der Anne Frank. Vollständige Kritische Ausgabe. Einführung von Harry Paape, Gerrold van der Stroom und David Barnouw. Aus dem Niederländischen von Mirjam Pressler. Frankfurt a. M.: Fischer 1988, ISBN 3-10-076710-1 (Übersetzung der Ausgabe von 1986).
- Anne Frank Tagebuch. Fassung von Otto H. Frank und Mirjam Pressler. Aus dem Niederländischen von Mirjam Pressler. Frankfurt am Main: Fischer Taschenbuchverlag 1992, (einzig autorisierte und ergänzte Fassung; Fischer Taschenbuch 11377); ergänzte Ausgabe 2001, ISBN 978-3-596-15277-3 (Fischer Taschenbuch 15277) und ISBN 978-3-10-076713-4.
- Anne Frank Fonds (Hrsg.): Anne Frank. Gesamtausgabe. Übersetzung aus dem Niederländischen von Mirjam Pressler. Mit Beiträgen von Gerhard Hirschfeld, Mirjam Pressler und Francine Prose. S. Fischer, Frankfurt am Main, 2013, 816 Seiten. ISBN 978-3-10-022304-3 (Gesamtausgabe sämtlicher Texte von Anne Frank mit bislang unveröffentlichten Briefen und Schriften und vielen Fotos, enthält alle Fassungen des Tagebuchs).

## Unterrichtsmaterialien
- Uta Hartwig: Literatur-Kartei „Anne-Frank-Tagebuch“.  Verlag an der Ruhr, Mülheim an der Ruhr 1999, ISBN 3-86072-406-1.
- Tilmann Siebert: Anne Frank: Tagebuch. München: Oldenbourg, 2001, ISBN 3-486-80803-6
- Marion Siems (Hrsg.): Erläuterungen und Dokumente: Anne Frank, Tagebuch. In: RUB Reclams Universal-Bibliothek Nr. 16039, Reclam, Stuttgart 2003, ISBN 978-3-15-016039-8.
- Sascha Feuchert, Nikola Medenwald: Lektüreschlüssel zu Anne Frank, Tagebuch. Für Schülerinnen und Schüler. In: RUB Reclams Universal-Bibliothek Nr. 15412, Reclam, Stuttgart 2009, ISBN 978-3-15-015412-0.
- Walburga Freund-Spork: Erläuterungen zu: Anne Frank: Das Tagebuch der Anne Frank, Textanalyse und Interpretation (Bd. 410). C. Bange Verlag, Hollfeld 2012, ISBN 978-3-8044-1974-2.
- Nicola Brauch: Das Anne Frank Tagebuch: eine Quelle historischen Lernens in Unterricht und Studium. Kohlhammer, Stuttgart 2016, ISBN 978-3-17-021894-9.